# Ryszard Romaniewicz
Ryszard Romaniewicz (ur. 25 marca 1933) – polski działacz państwowy i partyjny, wojewoda legnicki (1979–1980).
W latach 1969–1975 sprawował funkcję przewodniczącego Prezydium Powiatowej Rady Narodowej w Głogowie, następnie naczelnika powiatu głogowskiego. Był jednocześnie I sekretarzem Komitetu Powiatowego PZPR. W 1979 na krótki okres objął funkcję wojewody legnickiego (do 1980), następnie do 1981 był I sekretarzem Komitetu Wojewódzkiego PZPR w Legnicy.